# Лимбург-Вайлбург
Окръг Лимбург-Вайлбург (на немски: Landkreis Limburg-Weilburg) е окръг в административен окръг Гисен, провинция Хесен, Германия. Неговата обща площ е 738,48 км2. Населението му към 31 декември 2020 г. е 172 291 души. Административен център е град Лимбург ан дер Лан.